# Das Handbuch des Giftmischers
Das Handbuch des Giftmischers ist das sechste Soloalbum des deutschen Rappers Destroy Degenhardt. Es erschien am 3. November 2017 über das Label Audiolith. Nach einer Reihe von Veröffentlichungen unter den Pseudonymen Disko Degenhardt und Degenhardt benannte sich der Düsseldorfer für das Album in Destroy Degenhardt um.

## Hintergrund
Nachdem Degenhardt im Sommer 2016 die EP Krahter mit den Kamikazes veröffentlicht hatte, erschien am 22. November 2016 das Musikvideo Stadt mit Gossenboss mit Zett. Mit diesem absolvierte er anschließend die „100 Kilo Hurensohn“-Tour. Im Zuge der folgenden Aufnahmen von Das Handbuch des Giftmischers benannte sich der Rapper in Destroy Degenhardt um, wobei sich dahinter laut eigener Aussage „keine tiefere Bedeutung“ verberge. Wie er gegenüber Rappers.in erklärte, habe sich im Vergleich zu früheren Alben auch die Intention hinter seiner Musik verändert: „Bisher war es ja immer so, dass ich immer nur ein kleiner, ehrlicher Emo war, der geliebt werden will, der cool gefunden werden will, der gesagt bekommen will, dass er geil ist. Da bin ich eben doch Fanboy, ich wollte immer, dass vielleicht doch irgendwer über mich sagt, dass ich so mega-cool bin, wie ich selbst andere mega-cool finde. […] Aber da ich jetzt im Wandel mit dem Album gemerkt habe, dass es ideal wäre, dass es doch vielleicht irgendjemandem hilft. Mich würde es am meisten freuen, wenn es jemandem, der sich schlecht oder gut fühlt, sich einen Film daraus fahren kann. Einen richtig schönen Film, genau wie ich. Das wäre mein künstlerisches Ziel.“

## Titelliste
1. Dr. Schlingensief – 4:47
2. Eine Nacht für Niemand – 3:23

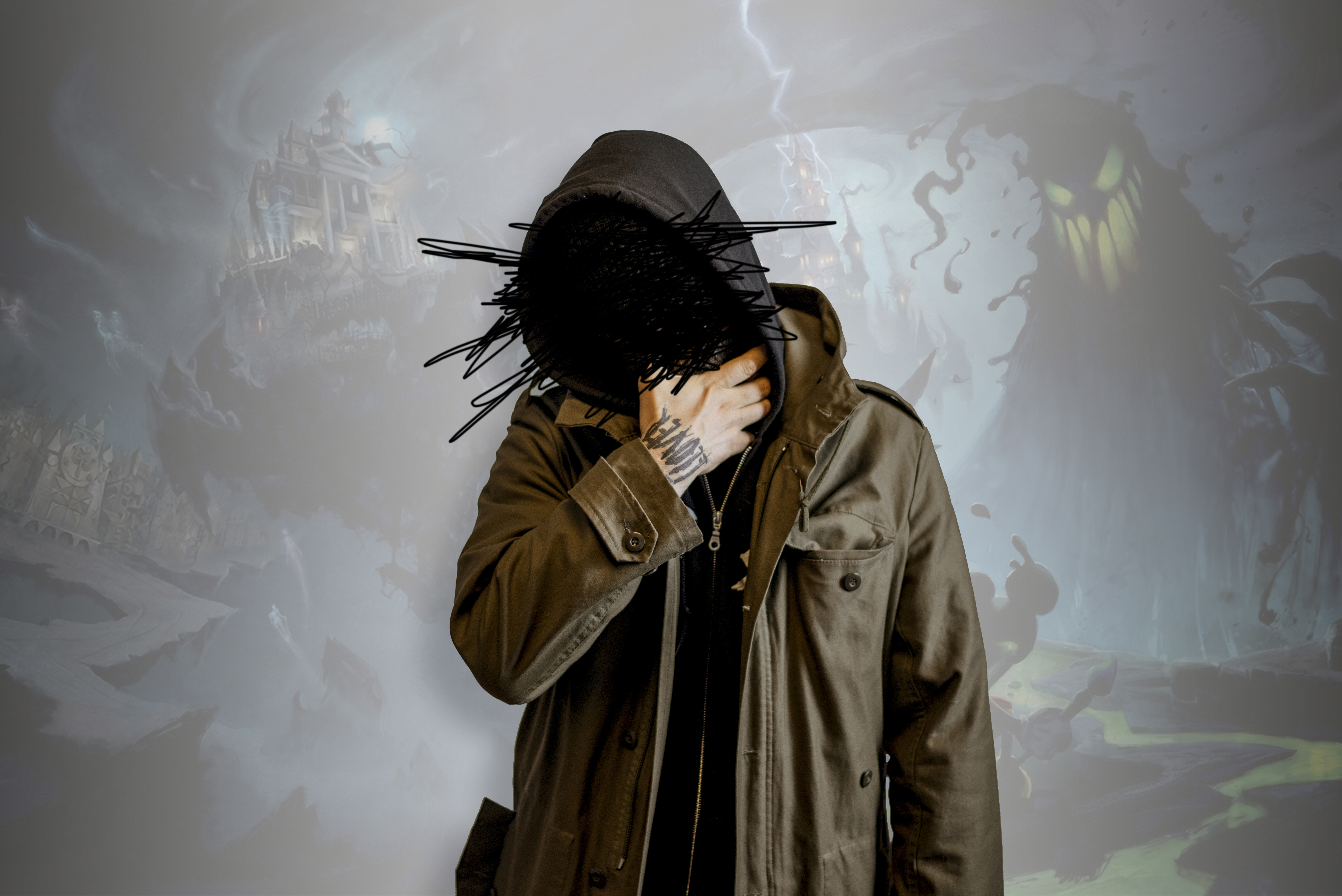
Destroy Degenhardt (2017)

3. Carhartt Depression (mit Prezident) – 3:48
4. Otaku Shore – 4:07
5. Silke Bischoff Deluxe – 3:34
6. Puaka Starlight – 3:45
7. Die Nacht der langen Messer (mit Yaesyaoh) – 4:11
8. Aldi und das Meer – 3:04
9. Fuchur – 5:44
10. Fuchur 2 (mit Koljah) – 4:31
11. Think About Mutation – 3:10
12. Zu Kalt – 3:02
13. Strassentechno – 3:08
14. Ende – 1:14

## Vermarktung
Die ersten Hörproben zu Das Handbuch des Giftmischers erschienen am 13. September 2017 in Form eines Split-Videos zu den Songs Silke Bischoff Deluxe und Otaku Shore über den Youtube-Kanal von Audiolith. Für die Regie war Thick Water verantwortlich, der bereits Musikvideos für Juicy Gay und Yaesyaoh umgesetzt hatte. Am 13. Oktober 2017 folgte ein Animationsvideo zu Eine Nacht für Niemand. Lumi setzte die Zeichnungen mit Aquarellfarbe, Tinte und Kugelschreiber um. Mit Carhartt Depression folgte am 5. November die dritte Auskopplung des Albums über 16bars.de. Victor Regardin, der bereits ein Jahr zuvor die Musikvideos Namen, Tag X, Oben herab und Unentschieden zu Krahter gedreht hatte, übernahm die Regie.

## Rezeption

### Kritik
Das Handbuch des Giftmischers erhielt sowohl von Musikwebsites als auch von den auf Hip-Hop spezialisierten Medien positive Kritiken. Für den Musikexpress bewertete Linus Volkmann das Album mit viereinhalb von möglichen sechs Punkten. Degenhardts „eigene[r] Narzissmus, die eigene Kaputt- und Krassheit“ fungiere als „übergeordnete Erzählung zu düsteren Beats.“ Spürbar ziehe sich dabei „Selbstverletzung statt Selbsterfindung“ durch die Veröffentlichung. Mit Degenhardt habe zudem das „politisch sehr engagierte Hamburger Label Audiolith“ seinen ersten wirklichen „Straßenrapper und Storyteller“ unter Vertrag genommen. Laut Sebastian Jegorow von der Intro präsentiere sich Degenhardt „so vital und zielsicher wie selten zuvor.“ Bislang habe der Rapper „mit den zahlreichen Filmreferenzen und cleveren Texten an eine Schmuddelkind-Variante von Torch oder Pahel“ erinnert. Doch anstelle der „idealistischen Vertriebswege“ habe er nun mit Audiolith „ein starkes Label im Rücken.“ Dennoch entferne er „sich mit seinen egozentrischen Assoziationsketten, die passend zum Cover der Platte an Wimmelbilder erinnern, wieder nicht sonderlich weit von düsteren Themen wie Sucht, Übersättigung und Misanthropie.“ Die E-Zine laut.de vergab vier von möglichen fünf Punkten an Destroy Degenhardts Album. Aus Sicht der Redakteurin Anastasia Hartleib verfolge die Veröffentlichung „einen Mann mit Sturmmaske, der auszieht, um sich selbst zu zerstören.“ Bereits im einleitenden Dr. Schlingensief „grollen synthetische Donnersphären über seinem Kopf, Bässe und Gitarrenblitze zucken über den wolkenbehangenen Himmel, ohne die Gegend zu erhellen.“ Davon ausgehend begibt sich der Rapper „auf seinen unheilvollen Weg hin zum ‚Ende‘“
Florian Peking rezensierte Das Handbuch des Giftmischers für MZEE. Der Hörer solle sich von dem nach „Kinderbuch“ aussehenden Cover nicht täuschen lassen. Degenhardts Album klinge „genauso abtrünnig, wie man es von dem Maskenträger gewohnt“ sei. Der Düsseldorfer buchstabiere „in bildhafter Sprache […] seine kompromisslose Antihaltung aus und [gebe] dabei schonungslos sein Inneres preis.“ Daraus ergebe sich ein „schwer zugängliche[s] Panorama zwischen Hilferuf und Hass-Manifest“, das „stimmungsvoll mit Instrumentals [verwoben sei], die zumeist von Hiro MA stammen.“ Zusammengefasst erzeugen das „düstere Soundbild und Destroy Degenhardts nachdrückliche Lyrics […] einen Sog mitten in die Finsternis.“ Auch das Backspin Hip Hop Magazin lobte die Veröffentlichung als stimmig. „Während die deutsche Rapszene in vielerlei Belangen eine Maskerade“ darstelle, trage der „Künstler seine Maske nur in physischer Hinsicht“. Der Hörer erfahre durch die Ehrlichkeit der Musik „eigentlich alles, was man vom Audiolith-Signing wissen müsste.“ Seine Kunst fungiere dabei als „Verarbeitungsprozess.“ Die Internetseite Rappers.in bewertete das Album mit fünfeinhalb von möglichen sechs Punkten. Das Handbuch des Giftmischers durchbreche die „Hörgewohnheiten klassischer Rapfans ein ums andere Mal durch eigenwillige Songstruktur, unkonventionelle Reimschemata, teilweise sogar den Verzicht auf einen Reim und die gewöhnungsbedürftige Sampleauswahl.“ Durch „krachende Beatelemente, akustische Ausreißer und teilweise unangenehmes Heben der Stimme“ werde der Hörer „immer wieder aus dem semikomatösen Zustand“ gerissen. Vom „sanft dahinplätschernde[n], leicht psychedelisch anmutende[n] ‚Eine Nacht für Niemand‘“ über den „klassische[n] HipHop-Beat auf ‚Die Nacht der langen Messer‘“ bis zum „elektronisch verzerrte[n] und bassgewaltige[n] Beatgerüst von ‚Think about Mutation‘ und ‚Straßentechno‘“ überzeuge jedes Instrumental. Degenhardt kreire die „größten Gänsehautmomente, wenn der suchtkranke, psychisch labil wirkende, menschenhassende gesellschaftliche Außenseiter eher unterschwellig beschreib[e], wie er das Schöne in den kleinen Dingen des Lebens erkennt.“

### Bestenliste
In der Bestenliste der „Hip Hop-Alben des Jahres“ 2017 von laut.de belegte das Album Position 10. Destroy Degenhardt lade noch einmal „in die trügerische Sicherheit seiner Matratzenburg, um von dort aus einen selbstzerstörerisch tiefen Blick in den rabenschwarzen Abgrund zu werfen.“ Das Handbuch des Giftmischers empfehle „sich wahrhaftig nicht als Lektüre für zarte Seelen.“ Auch in der Liste der besten Videos des Jahres platzierte sich der Rapper mit dem in „schönster Wasserfarben-Optik akkurat in Szene“ gesetzten Clip zu Eine Nacht für Niemand.